# خليج فيلا
خليج فيلا هو ممر مائي في المقاطعة الغربية لجزر سليمان. يقع بين شمال غرب جزيرة فيلا لافيلا وجنوب شرق جزيرة كولومبانغارا وجنوباً من جزيرة غيزو. يربط محبس جورجيا الجديدة ("الفتحة") بالشمال الشرقي مع بحر سليمان جنوباً.
خلال حملة جزر سليمان في الحرب العالمية الثانية، جرت فيه معركة خليج فيلا بين مدمرات البحرية الإمبراطورية اليابانية والبحرية الأمريكية في ليلة 6-7 أغسطس 1943، التي انتهت بانتصار الحلفاء.

## وصلات خارجية
- Parshall، Jon؛ Bob Hackett؛ Sander Kingsepp؛ Allyn Nevitt. "Imperial Japanese Navy Page (Combinedfleet.com)". مؤرشف من الأصل في 2006-06-13. اطلع عليه بتاريخ 2006-06-14.
- McComb، David W. (2008). "Battle of Vella Gulf". Destroyer History Foundation. مؤرشف من الأصل في 2008-05-13. اطلع عليه بتاريخ 2008-04-16.
- Description by Vincent O'Hara
- Order of battle